# 세가와촌 (후쿠시마현)
세가와촌(瀬川村)은 후쿠시마현 다무라군에 설치되었던 촌이다. 1955년 4월 1일 세가와촌, 아시자와촌, 미야마촌, 우쓰시촌, 몬주촌 및 나나고촌의 일부가 합병하여 후네히키정이 신설되고 폐지되었다.

## 지리
- 다무라시, 구 후네히키정의 북부가 세가와촌이 있던 곳이다.

## 역사
- 1889년 4월 1일 - 정촌제 시행에 의해 이시자와촌, 니다테촌, 가도시카촌, 오쿠라촌이 합병해 다무라군 세가와촌이 성립하였다.
- 1955년 4월 1일 - 세가와촌, 아시자와촌, 미야마촌, 우쓰시촌, 몬주촌, 나나고촌의 일부가 합병하여 후네히키정이 신설되고, 세가와촌 등은 폐지되었다.

## 인구
- 1889년 2,133
- 1920년 2,705
- 1935년 2,817
- 1947년 3,487

## 참고 문헌
- 角川日本地名大辞典編纂委員会『角川日本地名大辞典 7 福島県』、角川書店、1981年 ISBN 4040010701
- 日本加除出版株式会社編集部『全国市町村名変遷総覧』、日本加除出版、2006年、ISBN 4817813180